# Claudia Octavia
Pour les articles homonymes, voir Octavie et Octavia.
Claudia Octavia (en français Octavie, à ne pas confondre avec la sœur d'Auguste), née en 40 à Rome et morte assassinée le 9 juin 62 à Pandataria, est une impératrice romaine.
Fille de l'empereur Claude et de son épouse Messaline, elle est la première épouse de Néron. Sous l'influence de Poppée, Néron la répudie et l'exile, avant de la faire exécuter.

## Biographie
Claudia Octavia est la fille de l'empereur Claude et de son épouse Messaline. Elle est promise vers 41 à Lucius Junius Silanus, un cousin descendant direct d'Auguste,. Sous l'influence d'Agrippine la Jeune, Silanus est déchu de son rang et poussé au suicide en 49,.
Après le mariage d'Agrippine avec Claude en 49, Claudia Octavia est aussitôt fiancée au fils d'Agrippine, le futur empereur Néron. Elle l'épouse en 53 alors qu'il a seize ans. Selon Tacite, Néron délaisse cette épouse qu'on lui a imposée, et prend pour maîtresse l'affranchie Claudia Acte, ce qui irrite Agrippine.
Accusée de stérilité par Néron, Claudia Octavia est répudiée en 62 et exilée en Campanie. Néron épouse aussitôt Poppée, depuis longtemps sa maîtresse,. Réagissant aux protestations populaires en faveur d'Octavie, Néron la rappelle à Rome. Sous l'influence de Poppée, il l'accuse d'adultère avec son ancien pédagogue Anicetus, qui avait organisé l'assassinat d'Agrippine et qui se prête à ce mensonge, et d'avoir avorté pour cacher son crime, oubliant par là-même ces anciens motifs de stérilité.
Octavia est exilée de force sur l'île de Pandataria (actuelle Ventotene). Quelques jours après, elle reçoit l'ordre de se suicider, ce qu'elle refuse. De force, on lui ouvre les quatre veines, puis on porte sa tête coupée à Rome pour la montrer à Poppée le 9 juin 62. Tacite déclare qu'elle était dans sa vingtième année, mais elle avait probablement 22 ou 23 ans.